# Chiton squamosus
Chiton squamosus is een keverslakkensoort die behoort tot de familie Chitonidae. De wetenschappelijke naam werd in 1764 gepubliceerd door Carl Linnaeus.
Deze soort wordt 50 tot 75 millimeter lang. Chiton squamosus komt voor in zuidoost Florida en West-Indië.